# Gerris odontogaster
Gerris odontogaster är en insektsart som först beskrevs av Zetterstedt 1828.  Gerris odontogaster ingår i släktet Gerris, och familjen skräddare. Arten är reproducerande i Sverige.